# Furtmühle (Titting)
Die Furtmühle ist ein Ortsteil der in den Markt Titting eingemeindeten Gemeinde Altdorf im oberbayerischen Landkreis Eichstätt.

## Lage
Die Einöde liegt in der südlichen Frankenalb im Anlautertal zwischen dem Tittinger Ortsteil Altdorf im Westen und dem Kindinger Ortsteil Erlingshofen im Osten. Sie ist zu erreichen über einen von der Staatsstraße 2228 abzweigenden Ortsverbindungsweg. Hinter der Mühle führt ein Weg durch den Wald hinauf auf die Jurahöhe zum Furthof.

## Geschichte
Die Mühle gehörte ursprünglich dem Augustinerchorherrenstift Rebdorf und wurde unter Bischof Wilhelm von Reichenau im Zuge seiner umfangreichen Erwerbspolitik 1486 an das Hochstift Eichstätt vertauscht. Hier unterstand sie zunächst dem fürstbischöflichen Pflegamt Brunneck des Richteramtes Greding, ab Mitte des 16. Jahrhunderts bis zum Ende des Alten Reiches dem Pfleg- und Vogtamt Titting-Raitenbuch;  Abgaben waren auch an das fürstbischöfliche Hofkastenamt zu leisten.
Nach der Säkularisation des Hochstifts Eichstätt infolge des Reichsdeputationshauptschlusses kam die Mühle mit Altdorf im neuen Königreich Bayern 1808 in den Steuerdistrikt Morsbach, der 1818 durch das zweite Gemeindeedikt zur Gemeinde Altdorf wurde. 1823 (ebenso 1950) wohnten in der Mühle acht Personen.
Oberhalb der Mühle legte im 19. Jahrhundert der Furtmüller den Furthof mit einer Ziegelei an. Durch Besitzteilung unter zwei Brüdern wurde der Furthof später eigenständig.
Im Zuge der Gebietsreform in Bayern wurde die Mühle mit Altdorf nach einem Altdorfer Gemeindebeschluss vom 1. Januar 1971 im Folgejahr nach Titting eingemeindet.
Das Mühlenanwesen ist heute ein Sägewerk.

## Furtloch
Steigt man hinter der Furtmühle in südwestlicher Richtung den Talhang hinauf, gelangt man nach etwa 500 Metern zu einer 40 Meter langen und bis zu acht Meter hohen Felswand, an deren Fuß sich ein etwa 80 mal 80 cm großes Loch, das „Furtloch“ befindet, das sich bald auf 35 cm Durchmesser verengt. Nach etwa vier Metern wird der Höhlengang wieder höher, und man sieht über eine Felsenbarriere in den eigentlichen Höhlenraum, einen Felsendom von circa drei Metern Durchmesser und sechs Metern Höhe. An den Felsenwänden sind glatter oder perlenartiger Kalksinter und herabhängende Tropfsteinansätze zu sehen. Der Sage nach sollen hier die „Furtfräulein“ gehaust haben, um nächtens beim Furtmüller zu arbeiten.